# 北瓦舍里 (路易斯安那州)
北瓦舍里（英語：North Vacherie）是位於美國路易斯安那州聖詹姆斯堂區的一個普查規定居民點。

## 人口
根據2020年美國人口普查的數據，北瓦舍里的面積為16.30平方千米，當中陸地面積為14.55平方千米，而水域面積為1.75平方千米。當地共有人口2093人，而人口密度為每平方千米128.4人。